# Acragas pacatus
Acragas pacatus là một loài nhện trong họ Salticidae.
Loài này thuộc chi Acragas. Acragas pacatus được Elizabeth Maria Gifford Peckham & George William Peckham miêu tả năm 1896.